# Learjet 55
Learjet 55 är ett tvåmotorigt amerikanskt affärsflygplan med plats för 10 passagerare tillverkat av Learjet. 
Learjet 50-serien presenterades för första gången vid flygmässan i Paris Air Show 1977. Serien skulle ha tre varianter; Learjet 54, 55 och 56 men endast Learjet 55 kom att produceras. Flygplanet var utrustad med NASA-utvecklade winglets vilka gav upphov till smeknamnet Longhorn.
Produktionen av Learjet 55 inleddes i april 1978 efter omfattande tester och arbete med vingdesignen som ursprungligen kom från Learjet 25. Flygplanet flög första gången den 19 april 1979. Sammanlagt levererades 147 Learjet 55 innan tillverkningen avslutades år 1987. Flygplanet vidareutvecklades sedan till Learjet 60. 